# وحيد مليح خلف اوغلو
وحيد مليح خلف اوغلو (19 نوفمبر 1919 – 20 يناير 2017) هو سياسي ودبلوماسي تركي.
بعد تخرجه من كلية العلوم السياسية بجامعة أنقرة عام 1942، التحق بـوزارة الخارجية التركية. بين عامي 1962 و1983 شغل منصب سفير في بيروت (1962–1965)، ومدينة الكويت (1964–1965)، وموسكو (1965–1966، 1982–1983)، ولاهاي (1966–1970)، وبون (1972–1982).
بعد الانتخابات العامة التركية 1983، عيّنه تورغوت أوزال وزيرًا للخارجية من خارج البرلمان. وفي الانتخابات النيابية الجزئية عام 1986 انتُخب نائبًا عن أنقرة ممثلًا عن حزب الوطن الأم (ANAP). لم يترشح في انتخابات 1987 وأنهى مسيرته السياسية.[بحاجة لمصدر]

## حياته الشخصية
كان حليف أوغلو متزوجًا من زهراء بركت، وهي ابنة صبحي بركت، أول رئيس لـالاتحاد السوري.
توفي في 20 يناير 2017 عن عمر ناهز 97 عامًا، ودُفن في مقبرة زنجرلي قويو بعد صلاة الجنازة في مسجد تشويقية.